# Lista postaci w Dragon Age: Inkwizycja
Dragon Age: Inkwizycja – trzecia gra fabularna z serii Dragon Age.
Gracz wciela się w rolę Inkwizytora, lidera przywróconej inkwizycji thedaskiej, którego celem jest powstrzymanie demonów, atakujących świat Thedas. Gracz może wybrać płeć i rasę postaci. Inkwizytor ma do dyspozycji kilku towarzyszy. Niektóre postacie, takie jak Morrigan czy Leliana są znane z pierwszej części gry, a dwie z nich, Varrik i Kassandra, pojawiły się w drugiej odsłonie Dragon Age. W grze poznajemy dziewięciu towarzyszy Inkwizytora. To: Kassandra, Varrik, Vivienne, Sera, Żelazny Byk, Solas, Blackwall, Dorian i Cole.  

## Koncepcja i powstanie gry
Proces tworzenia każdej postaci gry rozpoczęli artyści koncepcyjni, dysponujący krótkimi opisami bohaterów. Proces tworzenia postaci był zespołowy. Twórcy Dragon Age: Inkwizycja kreowali bardziej rozpoznawalne postacie. Przedstawiciele firmy BioWare założyli, że preferowano realistyczne postacie, a nie idealne „ucieleśnienie perfekcji”. Mike Laidlaw zdradził, że ich praktyką, dotyczącą doboru postaci, jest skupienie się w trakcie tworzenia postaci na głównych tematach gry. Towarzysze bohatera mają za zadanie stawianie graczowi istotnych pytań, by nadać problemom napotykanym w grze wymiar osobisty. BioWare stara się w ten sposób stworzyć wirtualny mechanizm dynamiki grupy. Mark Darrah – producent wykonawczy – stwierdził, że w grze próbowano odpowiednio zbalansować postacie w obrębie ich klas, płci, możliwości nawiązywania romansów oraz wielu innych czynników.
Niektóre postaci z poprzednich części Dragon Age powróciły w Inkwizycji. Dla twórców ważne było, aby powrót każdej z nich był dobrze uzasadniony. Darrah poinformował, że wykluczono możliwość pojawienia się kandydatów romantycznych z drugiej części gry w roli towarzyszy, ze względu na bagaż emocjonalny z nimi związany, jednak mogli się oni pojawiać epizodycznie.
Kreacje postaci powstały, zanim określono, jakie będą możliwości nawiązywania romansów oraz ile ich będzie. Podjęto takie działania, aby upewnić się, że kreacje postaci będą dobrze rozbudowanie i realistyczne. Deweloperzy próbowali zapewnić graczom zróżnicowany wybór, ale jednocześnie starali się ograniczyć prace nad treściami opcjonalnymi. Romanse w Inkwizycji umożliwiają odkrywanie nowych możliwości, a nie opierają się na powtarzaniu narracji romansów z poprzednich części. W przeciwieństwie do wcześniejszych odsłon, Inkwizycja jest uważana za grę, która faworyzuje treści wynikające z konkretnych zdarzeń bardziej niż aprobatę graczy. Romanse wahają się od takich, które polegają na zakochiwaniu się w zagorzałym rywalu do takich, które rozpoczęły się jako „flirt z przyjacielem”, w zależności od kolejnych decyzji podjętych przez gracza. Sceny seksu w Inkwizycji miały być w zamyśle twórców estetyczne. Realizujący je reżyser Jonathan Perry podkreślał, że ewentualne kontrowersje nie były jedynym zmartwieniem twórców; sceny były problematyczne ze względu na ograniczony budżet projektu oraz jakość animacji. Twórcy gry nie chcieli skupiać się na samym akcie płciowym, ale także na jego "byciu kulminacją czasu spędzonego z daną postacią oraz poznawania jej”.
W przeciwieństwie do poprzednich części Dragon Age, w rozszerzeniach gry nie ma dostępnych nowych towarzyszy. Dyrektor kreatywny Mike Laidlaw wyjaśnił, że w związku z technicznymi ograniczeniami, część kodu tworzącego dostępnych w poprzednich odsłonach serii towarzyszy gracza, jako DLC musiałaby być umieszczona na płycie z grą, co budziło sprzeciw wielu użytkowników, którzy uważali, że zostali zmuszeni do płacenia za zawartość, która była już w ich posiadaniu. W Inkwizycji gracz ma do dyspozycji łącznie dziewięciu towarzyszy.
By pomóc cosplayerom, twórcom fanartów oraz innym sympatykom gry, BioWare wydaje specjalne zestawy referencyjne, które dokładnie ukazują szczegóły kostiumów poszczególnych postaci. Pierwszy zestaw, który opublikowano dotyczył postaci Morrigan.

## Inkwizytor
W grze jesteś więcej niż tylko aktorem. Jesteś ostrzem na końcu włóczni. Nie czekasz, aż świat pokieruje tobą. To ty kierujesz światem, mając własną organizację. Daje ci to większe możliwości. Nie wchodzisz do obozu, błagając o pomoc. Wyważasz bramy zamku i żądasz, żeby ludzie stawali po twojej stronie.

Głos podkładają: Harry Hadden-Paton i Alix Wilton Regan (dla wersji z akcentem brytyjskim) oraz Jon Curry i Sumalee Montano (dla wersji z akcentem amerykańskim).
Postać gracza — Inkwizytor — jest jedynym ocalałym z wielkiego wybuchu, który zakłócił rozmowy pokojowe między przywódcami Zakonu i rebelii magów, tworząc olbrzymi Wyłom w Zasłonie chroniącej kontynent Thedas. Bohater staje się częścią nowej Inkwizycji, a jego zadanie to powstrzymanie wyłomów i odnalezienie ich źródła. Po zamknięciu wyłomu i pojedynku z Przedwiecznym, bohater sam zostaje przywódcą Inkwizycji. Inkwizytor jest postacią konfigurowalną; gracz decyduje o jego płci, klasie (mag, łotrzyk lub wojownik), rasie i głosie. Większość opcji dialogowych wybierana jest przy pomocy koła dialogowego.
W Dragon Age deweloperzy chcieli skupić się bardziej na świecie zewnętrznym niż budować wątek fabularny jedynie wokół protagonisty. Mark Darrah zauważył, że Hawke, bohater Dragon Age II, był „listkiem na wietrze” i skontrastował go z Inkwizytorem, który wywiera aktywny wpływ na świat, zamiast jedynie reagować na jego „naciski”. Mimo początkowych zapewnień BioWare, że Inkwizytor będzie mógł być jedynie człowiekiem, ogłoszono później, że znana już z Dragon Age: Początek opcja wyboru rasy postaci będzie możliwa. Oprócz możliwości gry jako człowiek, krasnolud lub elf, w Inkwizycji możliwe jest też stworzenia Inkwizytora rasy Qunari, która charakteryzuje się dużymi rozmiarami ciała oraz rogami. Deweloperzy chcieli, by wybór rasy postaci miał wpływ na późniejsze wydarzenia.
Inkwizytor może wybierać spośród dwóch różnych głosów dla każdej płci, decydując, czy postać będzie mówić z akcentem brytyjskim, czy amerykańskim. Alix Wilton Regan, odpowiadająca za głos żeńskiej wersji postaci Inkwizytora, zauważyła, że głos protagonisty powinien być „silny i wzbudzać autorytet”, więc używała głębokiego głosu z przepony, a nie wysokiego, gardłowego tonu. Regan przyznała, że jest dumna z tego, że może podkładać głos protagonistce, ponieważ postacie silnych kobiet zostają równoprawnie włączone do rozgrywki.
Strażnik, główna postać Dragon Age: Początek, domyślnie był wojownikiem, natomiast Hawke w Dragon Age II magiem. Artyści pracujący przy Inkwizycji eksperymentowali z możliwością umiejscowienia postaci z klasy łotrzyk w pozycji władzy. Użyto wielu różnych mechanizmów psychologicznych, a kiedy zaczęto tworzyć wytyczne dla postaci, artyści pracowali nad tym, by projekty płynnie przechodziły pomiędzy płcią i klasami. Pragnęli, by wszystkie elementy zaprojektowanej postaci Inkwizytora były zamienne, pozwalając na tworzenie zbroi dla konkretnych klas, frakcji i ras, jednocześnie pasujące do innych części ubioru. Hełm Inkwizytora, uznawany za „pierwszą twarz” bohatera, był według twórców najtrudniejszy do zaprojektowania.

Mitch Deyer z IGN zauważył, że możliwość gry postacią rasy Qunari jest jedną z sześciu najciekawszych opcji w Inkwizycji; interesująca dla niego była możliwość gry kobietą rasy Qunari, w związku z tym, że pojawiły się one w grze po raz pierwszy. Matt Bertz z Game Informer docenił możliwość gry jako Qunari, pisząc, że „im więcej jest ras, którymi można grać, tym ciekawsza jest rozgrywka”. Kimberley Wallace w Game Informer, zauważyła, że wpływ Inkwizytora na grę jest jedną z najbardziej uderzających cech Inkwizycji - według recenzentki „twoja postać ma ogromny wpływ na kierunek historii oraz rozwój wydarzeń, a częścią zabawy jest decydowanie, jakim typem lidera chcesz być”.

## Towarzysze

### Kassandra Pentaghast
Głos podkłada: Miranda Raison
Kassandra należy do Poszukiwaczy i jest prawą ręką Boskiej. Po raz pierwszy pojawia się ona w Dragon Age II, gdzie przesłuchuje Varrika w sprawie Hawke’a, Czempiona z Kirkwall. Wystąpiła też w filmie animowanym Dragon Age: Dawn Of The Seeker. W czasie Inkwizycji jest jedną z niewielu pozostałych lojalnych Poszukiwaczy, w czasie, gdy reszta okazała się nielojalna w związku z anarchią w Thedas (i prawdopodobną śmiercią dowódcy na krótko przed utworzeniem Inkwizycji). Jeśli gracz wybierze Inkwizytora płci męskiej, może romansować z postacią niezależnie od wybranej rasy. Kassandra jest wojownikiem i templariuszem, skupionym na neutralizowaniu efektów magicznych, walce przeciw demonom i udzielaniu wsparcia innym towarzyszom.
W Inkwizycji postać została wykreowana przez Jennifer Hepler, która niedługo później opuściła BioWare. Postać Kassandry przejął następnie David Gaider. BioWare chciało, by postacie powracające miały odpowiednią motywacje. Trzeba było zadać odpowiednie pytania: jak rozwinęła się dana postać? Co działo się z nią w poprzednich latach? Gaider zauważył, że: „w Inkwizycji spotykamy Kassandrę, która uświadamia sobie, że świat nie działa tak, jak sobie to wyobrażała”, a ona sama przechodzi kryzys wiary. Według Raisona, Kassandra w tej odsłonie gry jest bardziej ludzka, poznajemy jej delikatniejszą stronę, a nie tę samą agresywną postawę, którą znamy z drugiej części gry.

### Varrik Tethras
Głos podkłada: Brian Bloom

[...] Varrik jest bardzo dobrym towarzyszem, ze względu na to, że jego jedną z głównych motywacji jest bycie tą osobą, która cię zawsze wspiera. Jest twoim przyjacielem. Jest bardzo dobrą postacią, ze względu na to, że trzeba mieć kogoś, kto zawsze jest po twojej stronie. To czyni go bardzo atrakcyjnym towarzyszem i interesującą postacią do posiadania, ponieważ oferuje miły kontrapunkt do wszystkich pozostałych typów postaci.

Varrik jest krasnoludem i autorem opowiadań, który po raz pierwszy pojawił się jako towarzysz w Dragon Age II. Nie można prowadzić z nim romansu.
Jego specjalizacja to artefaktor – tworzy on mechaniczne pułapki na wrogów i oddziałuje na pole bitwy, aby dać przewagę swoim sojusznikom.
W czasie produkcji drugiej części gry, Varrik miał być „niegodnym zaufania i podejrzanym sojusznikiem”. Pod wpływem innych towarzyszy „uspokoił się” i stał się kimś, kto murem stoi za bohaterem. Brian Bloom udziela Varrikowi głosu w Dragon Age II, i w Inkwizycji. By stworzyć odpowiedni głos dla postaci Varrika, Bloom żartował, że: „płukał gardło szkłem, szkocką i zębami rekina”. Mary Kirby była odpowiedzialna za stworzenie postaci Varrika w obu odsłonach gry.
Kimberley Wallace z Game Informer była podekscytowana powrotem Varrika ze względu na ciekawe perypetie, intrygującą przeszłość i poczucie humoru postaci. Zastanawiała się, czy w tej odsłonie gry Varrik również będzie podporą dla protagonisty, jak w przypadku Hawke’a.

### Vivienne
Głos podkłada: Indira Varma
Vivienne to orlezjańska mag Kręgu, nadworna cesarska zaklinaczka. Przed wydarzeniami, które spowodowały Wyłom, miała zostać Pierwszym Zaklinaczem Kręgu Montsimmard.
Przypisano jej tytuł „Żelaznej Damy”, a znana jest także jako Madame de Fer. Jest przywódczynią wśród magów; postrzegana jest jako nieustraszona kobieta, która objęła władze dzięki sprytnym manipulacjom politycznym. Nie zwraca ona uwagi na tych, którzy próbują ograniczyć jej moc, nawet jeśli są to inni magowie. Niektórzy próbują stawać jej na drodze, nazywając ją parweniuszem, ale ona nie zwraca na to uwagi. Walczy, by przywrócić porządek w oszalałym świecie.
Jej specjalizacja to „rycerz-zaklinacz”, co daje jej zdolności walki wręcz przez stworzenie odpowiednich magicznych barier dla przeciwnika.
Postać poznajemy, kiedy gracz odnajduje posłańca kręgu magów podczas pierwszej wizyty w Val Royeaux. Vivienne. Wystosuje ona zaproszenie, które pozwoli zespołowi gracza na podróż do domu księcia Basteina de Ghysalin. Jako lider ostatniej grupy magów lojalnych Thedas, oferuje swoją pomoc Inkwizycji. Podobnie jak w przypadku Varrika i Cole’a, nie jest możliwe nawiązanie z nią romansu, ze względu na jej związek z księciem Bastienem.

### Żelazny Byk
Głos podkłada: Freddie Prinze, Jr.
Żelazny Byk to wojownik Qunari, przywódca grupy najemników znanych jako Szarżownicy Byka. Jest także agentem Ben-Hassrath, który stacjonował w Orlais. Przez swój pobyt tam złamał zasady Qun i przyzwyczaił się do nowego stylu życia. Dołącza do Inkwizycji, by pracować jako podwójny agent dla Qunari, ale otwarcie się do tego przyznaje, zakładając, że Inkwizycja i tak odkryje jego zamiary. Ostatecznie zostaje reprezentantem Qunari w szeregach Inkwizycji. Jego specjalizacja to łupieżca. Wykorzystuje on swoje zdrowie, by przeprowadzać potężne ataki i rośnie w siłę w miarę spadku poziomu zdrowia. Opcja romansu w przypadku tej postaci jest bardzo rozbudowana. 
Freddie Prinze, Jr., który podkłada głos, dubbingował wcześniej Jamesa Vegę w Mass Effect 3.

### Sera
Głos podkłada: Robyn Addison
Sera to łotrzyk z rasy elfów, członek grupy złodziei zwanej „Przyjaciółmi Rudej Jenny”. Ma ona dostęp do sieci szpiegowskiej, której używa by pomagać Inkwizycji. Sieć szpiegowska Rudej Jenny to grupa uciśnionych służących w Thedas. Sera jest impulsywna, nie przejmuje się tym, co dobre, a co złe, a jedynie tym, co dzieje się teraz. W czasie pierwszej wizyty w Val Royeaux podczas misji o nazwie „Przyjaciele Rudej Jenny”, Sera może zostać wcielona w szeregi Inkwizycji. Wskazówki zostawione przez Przyjaciół Rudej Jenny można znaleźć na rynku. Prowadzą one do podwórza, do którego można dostać się przy użyciu mapy świata. Gdy już bohater znajdzie się na wspomnianym podwórzu, napotyka grupę wrogów, a po stoczonej walce Sera dołącza do Inkwizycji.
Sera lubi pomagać biednym i uciśnionym. Jest podejrzliwa w stosunku do szlachty i każdego, kto posiada tytuły. Wierzy, że uczciwie kraść bogatym, ale denerwuje ją, kiedy ktoś odbiera coś ludziom w potrzebie. Nie lubi też, gdy ktoś wypowiada się w imieniu całej grupy, szczególnie jeśli zakłada, że ona jest członkiem grupy. By zdobyć jej poparcie, należy stawać po stronie tych, którzy krzywdzą biednych. Dla Sery ważna jest swoboda wyboru, nie lubi magii i demonów. Lubi bogacić się, znajdując ukryte skrzynie pozostawione dla grupy, z którą jest związana. Kobieta-Inkwizytor każdej rasy może romansować z Serą.
Specjalizacja Sery to „wichrzyciel”, ponieważ używa ona mikstur alchemicznych i eliksirów do przeprowadzania ataków.

### Dorian Pavus
Głos podkłada: Ramon Tikaram
Dorian jest magiem z Tevinteru, który postanawia dołączyć do Inkwizycji. Dla bohatera płci męskiej istnieje możliwość nawiązania z nim romansu. Postać pochodzi z wybitnej rodziny magów, ale nie jest Magistrem. Dorian przyznaje, że opuścił Tevinter, ponieważ miał dość dekadencji i korupcji rozpowszechnionej w Imperium. Wierzy, że Venatori muszą zostać powstrzymani, zanim doprowadzą do tego, że Imperium pogrąży się głębiej w chaosie.
Dorian wyjawia Inkwizytorowi, że powodem jego złych stosunków z rodziną jest orientacja seksualna: jako człowiek pochodzący z arystokracji powinien mieć legalnych dziedziców i żonę, mimo że byłoby społecznie akceptowalne, gdyby później spotykał się z mężczyznami. Dorian sprzeciwił się pomysłowi zawarcia małżeństwa fikcyjnego. Inkwizytor płci męskiej może nawiązać z nim romans niezależnie od swojej rasy.
Specjalizacja Doriana to „nekromanta”. Jest on zdolny do ożywiania martwych i więzienia duchów, by pomagały mu one w walce.

### Solas
Głos podkłada: Gareth David-Lloyd
Solas to mag apostata z rasy elfów, ekspert, jeśli chodzi o Pustkę, który dołącza do Inkwizycji jako towarzysz. Romans z nim nawiązać może jedynie elfcki Inkwizytor płci żeńskiej. Po zakończeniu głównej fabuły, podczas epilogu, dowiadujemy się, że Solas tak naprawdę jest jednym ze starożytnych elfickich bogów, a jego imię to Fen’Harel, czyli Straszliwy Wilk. Obudził się on po milleniach uśpienia w Pustce. Spotykamy się z nim w rozszerzeniu gry podstawowej pod tytułem „Intruz”, gdzie nie jest już jednym z towarzyszy, a gdzie ujawnia on swój ostateczny cel. Chce on zniszczyć Zasłonę, którą sam stworzył, by odseparować pozostałych elfickich bogów, którzy w rzeczywistości byli jedynie potężnymi magami, zanim doprowadzili oni do katastrofy swoimi ekscesami. Solas chce zjednoczyć prawdziwy świat z Pustką, przywracając starożytny świat elfów, co prawdopodobnie zniszczy obecną rzeczywistość. Postać Solasa stworzył Patrick Weekes. Początkowa koncepcja postaci została wymyślona i dostała nazwę, zanim Weekes dołączył do zespołu. W wywiadzie powiedział on, że wzorował postać Solasa na Doktorze Who, granym przez Davida Tennanta, by odzwierciedlić jego człowieczeństwo i prastarą naturę. Głos Solasa podkłada Walijczyk Gareth David-Lloyd (który przy boku Doktora Who odegrał rolę Ianto Jonesa).
Solas jest jednym z kilku stałych towarzyszy. Gracz spotyka go w początkowym etapie gry, a Solas nie opuszcza Inkwizycji, nawet jeśli zdecydowanie nie popiera Inkwizytora i jego decyzji. Jako towarzysz wygłasza opinie i udziela informacji, które są wyjątkowe i często sprzeczne z szeroko przyjętą historią Thedas. Jego poparcie rośnie, gdy gracz często zadaje pytania, jest rozważny, pomocny, oraz gdy przychylnie odnosi się do magii i duchów. Z Solasem można nawiązać romans, ale jest on zainteresowany tylko elfickim Inkwizytorem płci żeńskiej.
Specjalizacja Solasa to „mag szczelin” – skupia się on na osłabianiu wrogów oraz tworzeniu okazji, które sprzymierzeńcy mogą wykorzystać w walce.

### Blackwall
Głos podkłada: Alastair Parker
Blackwalla spotykamy na Zaziemiu; po raz pierwszy pojawia się on przy jeziorze, gdzie uczy chłopów, jak się bronić. Blackwall jest stoikiem, którego dręczą zmory przeszłości. To, co robi i mówi, świadczy o tym, że stara się dorównać ideałom Szarych Strażników. Jest obojętny na wezwanie Koryfeusza, któremu poddali się inni Szarzy Strażnicy.
Kiedy gracz dochodzi do momentu w grze, gdzie pomaga on Szarym Strażnikom, który oparli się wezwaniu Koryfeusza, Blackwall znika nagle bez podania powodu, a gracz nie może wybrać go jako towarzysza. Z powodu trudnej przeszłości postać wraca do Orlais, kiedy jeden z jego wcześniejszych podwładnych zostaje pojmany i skazany na śmierć przez powieszenie. Warunkiem ułaskawienia jest wskazanie miejsca, w którym przebywa jego były przywódca, Thom Rainier, który oskarżony jest o czyny haniebne.
W tym właśnie momencie Blackwall ujawnia prawdziwą tożsamość. To Thom Rainier, były kapitan armii orlezjańskiej, któremu zapłacono za zabicie rodziny szlacheckiej, łącznie z kobietami i dziećmi (choć sam nie był świadomy, że te podróżować będą ze szlachcicem). W ten sposób stał się zbrodniarzem skazanym na śmierć. Tuż przed egzekucją zbiegł i zaszył się aż do czasu, gdy został odnaleziony i zwerbowany przez Strażnika Blackwalla podczas awantury w tawernie. Jednak podczas podróży, której celem było zdobycie artefaktów, które potrzebne były Rainierowi, by dołączyć do Szarych Strażników, Strażnik Blackwall wpadł w zasadzkę i został zabity. Rainier przyjął tożsamość Blackwalla ponieważ Strażnik zmarł, broniąc go przed śmiertelnym ciosem, i przysiągł żyć w taki sposób, by uhonorować ofiarę Blackwalla.
W zależności od wyborów gracza Rainier może zostać zmuszony do dalszego życia w kłamstwie, może zostać oddelegowany do Szarych Strażników po tym, jak zagrożenie minie, lub można go ułaskawić.
Kobieta Inkwizytor każdej rasy może nawiązać romans z Blackwallem.
Jego specjalizacja to „bohater”, który rzuca zaklęcia wspomagające, by osłaniać i chronić sprzymierzeńców podczas walki.

### Cole
Głos podkłada: James Norton
Na Cole’a trafiamy, kiedy Inkwizytor toczy walkę z Demonem Zazdrości. Jest on z pozoru nieszkodliwym, choć tajemniczym duchem, który mówi zagadkami. Jeśli go zwerbujemy, Cole staje się łotrzykiem-skrytobójcą, który próbuje „ulżyć cierpiącym” i rozwiązać problemy ludzi, których protagonista spotyka na swojej drodze, łącznie z towarzyszami Inkwizytora. Wielu z kompanów uważa, że nagłe znikanie i pojawianie się Cole’a jest nienaturalne i niepokojące do tego stopnia, że niektórzy nazywają go demonem. W miarę postępu historii dowiadujemy się, że Cole przestawia cudze rzeczy bez pytania i bez ich wiedzy, oraz podejmuje inne osobliwe działania, a niektóre postacie nie mogą w ogóle sobie przypomnieć sobie jego obecności. Cole to istota nadprzyrodzona, która potrafi sprawić, że inni o nim zapomną, potrafi czytać ich myśli oraz się teleportować. W miarę rozwoju akcji gry, dowiadujemy się, że Cole prawdopodobnie jest duchem zamieszkującym czyjeś ciało, ale jego zamiary są niejasne. Kiedy Inkwizytor zaprzyjaźnia się z nim w czasie rozgrywki, Cole robi się coraz bardziej niezrównoważony, a ostatecznie prosi o to, by go zniszczono lub uwiązano za pomocą magii krwi. Solas sugeruje, by gracz zdobył amulet, który uchroni Cole’a przed nim samym oraz innymi, którzy mogą chcieć przejąć nad nim kontrolę. Amulet jednak nie działa, więc zarówno Solas, jak i Varrik sugerują, co powinno stać się z Colem. Varrik chce, by Cole stał się bardziej ludzki, a Solas pragnie, by stał się on świadomy swojej prawdziwej natury. Prawdziwy Cole był magiem apostatą, o którym Templariusz zapomniał i pozostawił go na śmierć w wieży w Orlais. Po śmierci w jego ciało wstąpił duch współczucia, który jest obecnym Colem.
Specjalizacja Cole’a to „skrytobójca”. Potrafi przeprowadzać podstępne ataki na przeciwników.

## Pozostałe postacie

### Leliana
Głos podkłada: Corinne Kempa
Leliana to lewa ręka Justynii V oraz szpiegmistrzyni Inkwizycji. Po raz pierwszy pojawiła się ona jako towarzysz w Dragon Age: Początek oraz jako NPC w Dragon Age II. W przeciwieństwie do Leliany znanej z poprzednich części, jest bardziej surowa i zawistna, w związku z doświadczeniem kryzysu wiary po śmierci Boskiej Justynii. Inkwizytor może zdecydować, czy zaakceptuje jej nową osobowość, czy będzie starał się przywrócić jej idealizm znany z Dragon Age: Początek. Inkwizytor może też wybrać Lelianę jako nową Boską, jeśli się na to zdecyduje, rozpocznie się tym samym nowa era Zakonu, w której wszystkie rasy będą mogły go współtworzyć.

### Cullen Rutherford
Głos podkłada: Greg Ellis
Cullen to templariusz, który pojawił się już w Dragon Age: Początek oraz w Dragon Age II. Jest wojskowym strategiem oraz generałem Inkwizycji. Inkwizytorka rasy ludzkiej lub elfiej może nawiązać z nim romans.

### Josephine Montilyet
Głos podkłada: Allegra Clark
Josephine to dyplomata Inkwizycji oraz jedna z trzech doradczyń Inkwizytora. Jest dziedziczką rodziny szlacheckiej z Antivianu. Nim została zwerbowana przez Lelianę, uczyła się w Orlais. Inkwizytor obu płci i każdej rasy może nawiązać z nią romans.

### Morrigan
Głos podkłada: Claudia Black
Morrigan, podobnie jak Leliana, pojawiła się po raz pierwszy jako towarzysz w Dragon Age: Początek. Jest magiem, a po powrocie do Thedas służyła jako doradczyni cesarzowej Celene w Orlais. Claudia Black podkłada jej głos w obu częściach gry. Jeśli gracz miał romans z Morrigan lub przeprowadził mroczny rytuał w Dragon Age: Początek, Morrigan ma syna, którego kocha całym sercem, co mocno kontrastuje z charakterem postaci, którą gracze znają z poprzedniej odsłony gry.

### Cremisius Aclassi
Głos podkłada: Jennifer Hale
Cremisius „Krem” Aclassi jest członkiem Szarżowników Byka. Jest byłym żołnierzem armii Tevinteru, który zmuszony był uciekać ze swojej ojczyzny po tym, jak ujawniono, że jest osobą transpłciową (zmiana płci nie była karalna sama w sobie, ale fałszowanie swojej płci w dokumentach Imperium było już przestępstwem). Krem spotkał Żelaznego Byka w tawernie przy granicy, kiedy Byk interweniował, aby chronić Krema przed grupą żołnierzy z Tevinteru, który chcieli stracić go za dezercję. W czasie tej bojki Żelazny Byk stracił oko, po czym zaoferował Kremowi pracę w jego grupie najemników. Krem został głównym komendantem Szarżowników Byka.

### Koryfeusz
Głos podkłada: David Sterne
Koryfeusz to główny antagonista w Dragon Age: Inkwizycja. Jest on starożytnym Magistrem Tevinteru, który został zmieniony w jednego z pierwszych mrocznych pomiotów po tym, jak on i jego bracia próbowali wejść do Złotego Miasta Stwórcy. Został złapany i uwieziony w antycznym więzieniu stworzonym przez krasnoludy, ale przypadkiem uwolnił go Hawke, bohater Dragon Age II, w rozszerzeniu pod tytułem „Dziedzictwo”. Mimo tego, że został pokonany, jego dusza ma zdolności Arcydemona i może przechodzić do innych dotkniętych Plagą ciał, które doświadczyły śmierci. Wciela w życie plan, by otworzyć Pustkę i stać się Bogiem poprzez użycie magii, którą posiadł dzięki potężnemu elfickiemu artefaktowi zwanemu „kulą zniszczenia”. Stworzył ją starożytny elf Solas/Fen’Harel mając nadzieję, że kiedy Koryfeusz ją otworzy, potężny wybuch zniszczy go. Jednak ze względu na niespodziewane przerwanie procesu otwierania kuli, magia której Koryfeusz pragnął, została Inkwizytorowi przekazana, a ku rozgoryczeniu Solasa, Magister przeżył. Po długiej i żmudnej wojnie, w czasie której gracz pozyskał sprzymierzeńców wśród magów lub templariuszy, po rozwiązaniu konfliktu o władzę w Halamshiral, pałacu cesarzowej w Orlais, oraz przejęciu zapomnianej już magii od Mythal/Flemeth, Inkwizytor mógł w końcu pokonać Koryfeusza, używając tej samej mocy, której Magister pragnął, a starożytna elficka kula uległa zniszczeniu w procesie.

## Odbiór postaci
Kimberly Wallace z Game Informer nazwała aktywny wpływ towarzyszy Inkwizytora na rozgrywkę, za jedną z najmocniejszych stron Inkwizycji. Mitch Dyer z IGN uznał „pozyskiwanie agentów” za jedną z sześciu najbardziej niezwykłych rzeczy w grze. Jenni Lada z TechnologyTell głęboko wierzyła, że EA ujawni więcej na temat potencjalnych opcji romansów na E3 w 2014 roku. Postacie Inkwizycji otrzymały pozytywne oceny od krytyków. Jeden z towarzyszy, Żelazny Byk, otrzymał nagrodę dla najlepszego nowego bohatera roku od GiantBomb. Hardcore Gamer nominował Serę do nagrody dla najlepszej postaci.

## Podobne tematy
- Dragon Age: Początek